# エイベックス・スポーツ
エイベックス・スポーツ株式会社（英：avex sports inc.）は、かつて存在したエイベックス・グループ・ホールディングスの100%子会社であり、アスリートのマネジメント、スポーツビジネスのプロデュースを行う会社である。略称はASI。
2017年4月1日にスポーツマネジメント以外の事業をエイベックス・エンタテインメントへ移管し、当社もエイベックス・マネジメントに吸収合併され解散。

## 契約アスリート

### アスリート・文化人
- 新井貴浩
- 伊藤壇
- 金本知憲
- 清水宏保
- 高橋みゆき
- 谷原秀人
- ダルビッシュ有
- 中村悠平
- 沼田さくら
- 藤川球児
- 藤森由香
- 本田圭佑
- 三浦大輔
- 山﨑康晃
- 吉田えり

### 過去に契約していたアスリート
- 武田幸三
- 雄大
- 村主章枝
- 四元奈生美
- 伊藤みどり

## エイベックス・チャレンジド・アスリート
- エイベックス・グループ・ホールディングスは日本パラリンピック委員会の支援を行っており、エイベックス・スポーツでは障害者アスリートをサポートしている[2]。

## プロデュース
- 『どうぶつサッカー』（幻冬舎エデュケーション、2014年11月30日発売）[3]。